# Horama flavata
Horama flavata là một loài bướm đêm thuộc phân họ Arctiinae, họ Erebidae.